# ProSieben
ProSieben, nebo také zkráceně Pro 7 je německá soukromá televizní stanice se sídlem v Mnichově, která vysílá od roku 1988. Patří do skupiny ProSiebenSat.1 Media. Stanice se v posledních letech profilovala zejména vysíláním úspěšných seriálů a filmů v televizní premiéře se zvukem Dolby Digital. ProSieben vysílá pro Rakousko (jako ProSiben Austria) německé Švýcarsko (jako ProSieben Schweiz) programová okna (národní reklamy). ProSieben patří k německým televizím s nejvyšší sledovaností u diváků věkové skupiny 14 až 29 let.[zdroj?] V roce 2024 byla průměrná sledovanost stanice 2,8 %.
V červnu 2019 oznámila italská mediální skupina Mediaset vstup do ProSiebenSat1. V roce 2020 navýšila Mediaset svůj podíl na 25% a je tak suverénně největším akcionářem společnosti ProsiebenSat1.

## Program
Stanice vysílá vlastní program jako zpravodajství různé magazíny, seriály a zábavné show. Mimo to vysílá řadu zahraničních, převážně amerických pořadů a seriálů jako Akta X, 2 Socky, Teorie velkého třesku, Stav ohrožení, Griffinovi, Futurama, Anatomie lži, Gotham, Jak jsem poznal vaši matku, Lucifer, Malcolm v nesnázích, Mike a Molly, Máma, Scrubs: Doktůrci, Simpsonovi, Průměrňákovi, Dva a půl chlapa nebo Zoo.

### Aktuální program

#### Zahraniční pořady
- 2 $ocky (2 Broke Girls)
- Don't Trust the B---- in Apartment 23 (Don't Trust the B---- in Apartment 23)
- Are You There, Chelsea? (Are You There, Chelsea?)
- Brickleberry (Brickleberry)
- Město žen (Cougar Town)
- Empire (Empire)
- Griffinovi (Family Guy)
- Hranice nemožného (Fringe)
- Futurama (Futurama)
- Gotham (Gotham)
- Chirurgové (Grey's Anatomy)
- Jak jsem poznal vaši matku (How I Meet Your Mother)
- Poslední chlap (Last Man Standing)
- Legends of Tomorrow (Legends of Tomorrow)
- Malcolm v nesnázích (Malcolm in the Middle)
- Man with a Plan (Man with a Plan)
- Mike & Molly (Mike & Molly)
- Máma (Mom)
- My Boys (My Boys)
- Pure Genius (Pure Genius)
- Scrubs: Doktůrci (Scrubs)
- Supergirl (Supergirl)
- Superstore (Superstore)
- Teorie velkého třesku (The Big Bang Theory)
- The Flash (The Flash)
- The Great Indoors (The Great Indoors)
- The Mick (The Mick)
- Průměrňákovi (The Middle)
- Millerovi (The Millers)
- The Orville (The Orville)
- The Real O'Neals (The Real O'Neals)
- Simpsonovi (The Simpsons)
- This Is Us (This Is Us)
- Dva a půl chlapa (Two and Half Men)
- Mladý Sheldon (Young Sheldon)

#### Původní pořady
- Galileo
- Galileo Big Pictures
- Germany's Next Topmodel
- Newstime
- Prankenstein
- red!
- taff
- Schlag den Star
- Joko gegen Klaas – Das Duell um die Welt
- The Voice of Germany